# Johnny Mowers
John Thomas „Johnny“ Mowers (* 29. Oktober 1916 in Niagara Falls, Ontario; † 7. Dezember 1995) war ein kanadischer Eishockeytorwart und -trainer, der von 1940 und 1947 für die Detroit Red Wings in der National Hockey League spielte.

## Karriere
Während seiner Juniorenzeit spielte Mowers für die Niagara Falls Cataracts in der OHA. Er blieb auch nach dem Aufstieg ins Seniorenlager bei diesem Team, bis er 1939 mit 22 Jahren von den Scouts der Detroit Red Wings entdeckt wurde. 
Doch vor seinem Wechsel in die NHL spielte er erst für die Detroit Pontiacs in der Michigan-Ontario Hockey Association und die Omaha Knights in der American Hockey Association. Nachdem Tiny Thompson im Tor der Red Wings seine Karriere beendet hatte, bekam Mowers seine Chance und nutzte diese. In den folgenden drei Jahren verpasste er nur ein einziges Spiel. Mit den Red Wings erreichte er sowohl 1941 und 1942 die Finalserie um den Stanley Cup. Im ersten Jahr unterlagen die Red Wings klar, im zweiten nur knapp.
Schon während der regulären Saison 1942/43 spielte er überragend und wurde mit der Vezina Trophy ausgezeichnet. In den Playoffs erreichten die Wings erneut das Finale. Nach zwei Heimsiegen gegen die Boston Bruins ließ er in beiden Spielen bei den Bruins kein Gegentor zu und sicherte so den Stanley-Cup-Sieg für sein Team.
Nach diesem Erfolg unterbrach er seine Karriere und zog in den Zweiten Weltkrieg. In dieser Zeit sammelte er in England bei den Wembley Lions seine ersten Erfahrungen als Trainer.
Als er zur Saison 1946/47 zu den Red Wings zurückkehrte, hatte Harry Lumley den Platz als Stammtorwart übernommen. Er kam nur zu sieben Einsätzen in der Spielzeit und war ab der darauffolgenden Saison in der American Hockey League bei den Indianapolis Capitals als Spielertrainer tätig. Rückenprobleme bewogen ihn dazu, seine Karriere zu beenden.

## Sportliche Erfolge
- Stanley Cup: 1943

### Persönliche Auszeichnungen
- NHL First All-Star Team: 1978
- Vezina Trophy: 1943